# Лееде, Вальдар Янович
Вальдар Янович Лееде (Леэде) (эст. Valdar Leede; 9.12. 1911, д. Инью (по другим данным — с. Кюти), волость Винни, Ляэне-Вирумаа, Эстляндская губерния — 3.05.1990 Tallinn) — эстонский советский партийный и государственный деятель, депутат Верховного совета СССР 3-го созыва.

## Биография
До 1935 года носил имя Рихард Александр Лерм (эст. Richard Aleksander Lerm (Lärm)), сменил его на более национально звучащее во время диктатуры Пятса. Окончил Тартуский университет.
Участник Великой Отечественной войны, мобилизован в РККА в апреле 1942 года. Воинское звание — лейтенант (1942), зам. командира роты по политической части. Воевал в составе 917 стрелкового полка 249 стрелковой дивизии. Награждён медалью «За отвагу» (1943), Орденом Отечественной войны I степени (1985).
В 1944—1948 годах — сотрудник организационно-правового, затем — кадрового управления ЦК КП Эстонии. В этот период окончил Высшую партийную школу.
С декабря 1948 года по 1952 год работал первым секретарём Тартуского городского комитета КП Эстонии. Был одним из организаторов борьбы с проявлениями «буржуазного национализма» в Тартуском государственном университете.
В марте 1950 года избран депутатом Верховного совета СССР 3-го созыва (1950—1954) от Тартуского городского округа.
В 1962—1972 годах — научный сотрудник Института истории партии при ЦК КП Эстонии и секретарь партийной организации института, автор ряда научных работ. По состоянию на 1980 год — сотрудник Института языка и литературы АН ЭССР.

## Произведения
- В. Лееде, А. Мацулевич, Б. Тамм. Немецко-фашистская оккупация Эстонии. Таллин, 1963
- В. Я. Лееде, А. А. Пуста. Коммунистическая партия Эстонии в период Великой Отечественной войны Советского Союза (1941—1945 гг.). Таллин, 1966.